# Madarosis

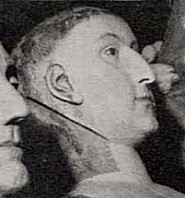
Vid hypotyroidism kan personer få madarosis på de yttre partierna av ögonbrynen. Tillståndet kallas Hertoghes tecken eller drottning Annes tecken. Ovan drottning Annes dödsmask som visar ena sidans ögonbryn.

Madarosis är den vetenskapliga beteckningen för håravfall från ögonbrynen, samt ibland samtidigt också av ögonfransarna (när det specifikt gäller ögonfransarna, se milphosis). Madarosis är ett sjukdomstecken. Madarosis kan ingå i ett generellt håravfall.
Ögonbrynen består av tre partier. Mellandelen ligger direkt ovanför iris, där håren växer utåt tinningarna. Den inre delen växer uppåt eller åt sidorna. De båda yttre partierna ligger ovanför ögats ytterkanter. Sjukdomar som påverkar ögonbrynens tillväxt påverkar ibland endast de yttre partierna.
Förlust av hela ögonbryn förekommer vid till exempel seborré eller frontal fibroserande alopecia (postmenopausal lichen planus). 
Vid hypotyroidism kan vissa personer drabbas av det så kallade Hertoghes tecken (eller drottning Annes tecken), när madarosis uppträder uteslutande vid de yttre partierna. Också giftstruma kan ge olika varianter av madarosis, vanligen genom att brynen blir tunnare, skörare och håret lättare går av. Flera andra endokrina sjukdomar kan ge madarosis som symtom.
Madarosis kan ses vid zinkbrist, biotinbrist och möjligen järnbrist. Det förekommer också vid förgiftning, drogmissbruk, infektionssjukdomar och som läkemedelsbiverkning. Trichotillomani är en diagnos för när personen på mekanisk väg, tvångsmässigt tar bort ögonbrynen.